# شهر بی‌ترحم
شهر بی‌ترحم (به آلمانی: Stadt ohne Mitleid; انگلیسی: Town Without Pity) یک فیلم درام تولید مشترک آمریکا، سوئیس و آلمان غربی است که در سال ۱۹۶۱ به کارگردانی گوتفرید راینهارت ساخته شد. این فیلم به تهیه‌کنندگی شرکت میریش و بازی کرک داگلاس، باربارا روتینگ، کریستین کاوفمان و ای.جی. مارشال ساخته شد.
این فیلم بر اساس رمان «حکم» (Das Urteil) ۱۹۶۰ توسط نویسنده آلمانی گرگور دورفمایستر Gregor Dorfmeister ساخته شده‌است که تحت نام مانفرد گرگور Manfred Gregor آن را منتشر کرد. به پیشنهاد کرک داگلاس، فیلمنامه این فیلم بدون ذکر نام توسط دالتون ترامبو بازنویسی شد.
در ایران کتاب «حکم» نوشته مانفرد گریگور با عنوان «شهر بی‌ترحم»، توسط علی‌اصغر خبره‌زاده ترجمه و در کتاب هفته ۱۹ در بهمن ۱۳۴۰ منتشر شد و پس از آن به‌صورت کتابی مستقل توسط شرکت سهامی کتاب‌های جیبی در سال ۱۳۴۷ و بارها توسط موسسات انتشاراتی دیگر بازنشر شده‌است.